# Akutna ishemija perifernog mišića
Akutna ishemija perifernog mišića ( akronim ALI) iznenadno je smanjenje arterijske perfuzije u uda (ekstremitetima), uzrokovano trombozom ili embolijom.  Kako je u svim slučajevima akutna ishemija perifernog mišića najviše je ugrožena viabilnost uda (ekstremiteta), neophodno je brzo i adekvatno lečenje u cilju spašavanja uda. Rezultati lečenja su najbolji ako je trajanja akutne ishemija perifernog mišića manje od 14 dana.

## Etiopatogeneza
Kao potencijalni uzroci akutne ishemijeperifernog mišića u literaturi se navode: 
- progresija arterijske bolesti,
- kardijalna embolizacija,
- disekcija aorte ili embolizacija,
- tromboza grafta,
- tromboza poplitealne aneurizme,
- kompresija ili cista,
- trauma,
- phlegmasia cerulae,
- ergotizam,
- hiperkoaguabilna stanja,
- jatrogene komplikacije uzrokovane kardijalnom kateterizacijom, endovaskularne procedure, intra-aortna balon pumpa, ekstrakorporalna cirkulacija, kao i pomagala za zaustavljanje protoka u krvnom sudu.

## Klinička slika
Klinička slika akutna ishemija perifernog mišića je obično dramatična, jer se dešava iznenada i brzo razvija. Intenzitet razvoja tegoba zavisi od:
- kalibra zapušenog krvnog suda,
- stepena opstrukcije,
- postojanja kolateralne cirkulacije i
- osetljivosti tkiva na deficit kiseonika.

Bolesnik obično navodi precizan početak bolesti koji nakon početne utrnulosti opisuje kao bol (“udar bičem”) u zahvaćenoj regiji, a kasnije nastupa gubitak motorike i senzibiliteta sa mogućim naknadnim smanjenjem bolnih senzacija. Pored toga, bolesnici primete da je koža bleda, hladna i bez perifernog pulsa. 
Bol je vodeći simptom koga navode svi bolesnici i to kao iznenadan, jak i jasno lokalizovan u vremenu i morfološki (nešto distalnije od mesta opstrukcije). Bol se intenzivira, naročito pri pokretima uda, a vremenom postaje jači zbog infarkcije mišića u fascijalnim omotačima. Bolna i tvrda muskulatura znak je uznapredovale ishemije, a često i inoperabiliteta.
Bledilo i hladnoća se takođe javljaju iznenada. Ako ishemija napreduje, bledilo prelazi u lividitet, a kasnije ud postaje marmorizovan, što je znak ireverzibilnih promena u tkivu. 
Hladan ekstremitet nije specifičan znak za akutnu ishemiju perifernog mišića (nalazi se i kod hronične ishemije), ali udružen sa drugim znacima akutne ishemije potvrđuje dijagnozu.
Pareze i paralize predstavljaju poremećaj nervne sprovodljivosti i oni su osetljiv znak za lošu distalnu vaskularizaciju, jer je nervno tkivo najosetljivije na ishemične uslove.
Vrlo rano se javi trnjenje, parestezije i gubitak finog senzibiliteta, a nakon toga i motorna disfunkcija  paraliza i gubitak dubokog senzibiliteta. Ovo se dešava najčešće 6 sati od početka ishemije i predstavlja znak za ireverzibilne promene. Gubitak sposobnosti da se registruju bol, pritisak i temperatura, znak su da su stradala i deblja nervna vlakna, to jest da ishemija dugo traje.
Nedostatak pulsa je karkterističan simptom. Zavisno od prisutnosti odnosno odsustva pulsa nad određenim arterijama može se locirati nivo akutne okluzije. Međutim ni ovaj znak nije apsolutan jer se odsustvo pulseva može biti i kod hroničnog procesa. Nekada se palpacijom teže detektuje puls usled postojanja mekotkivnog otoka, i tada od koristi mogu biti druge metode (Dopler sonografija).

## Dijagnoza
Za postavljanje dijagnoze akutna ishemija perifernog mišića najčešće je dovoljno adekvatno uzeta anamneza  (o naglom početku bolesti, sa karkaterističnom opisanom) i klinički pregled sa karkaterističnom opisanom kliničkom slikom. Međutim ponekad nekada je neophodna i dopunska dijagnostika i to:
Ultrazvučna dijagnostika
U svakodnevnoj praksi dijagnoza se obično najčešće postavlja na osnovu kliničkih i neinvazivnih, Doppler ultrasonografskih ispitivanja.
Angiografija
Angigrafija kao najprecizniji i najpouzdaniji način za sigurnu dijagnostiku, jer se njom definitivno može postaviti dijagnoza i odlučiti o načinu lečenja. Na angiografiji embolija se karakteriše kupolastim otiskom tromboembolusa u lumenu i odsustvom kontrasta u distalnom segmentu, dok se akuna tromboza prikazuje stvaranjem trombne mase u hronično stenoziranom krvnom sudu sa obično razvijenim kolateralama.
Angiografija se primenjuje tek na kraju, jer obično i nije potrebna, a osim toga postupak angiografija produžava vreme početka hirurške terapije što bitno utiče na prognozu tretmana.
| Simptom, znak | Embolija                                                                                                   | Akutnatromboza |
| Početak bolesti Životna dob Poremećaj srčanog ritma Izvor embolusa Linija demarkacije Ranije klaudikacije Doppler indeksi zdrave strane Angiografija | Iznenadan Bilo koje Čest Prepoznatljiv Oštra, jasna Retke Obično normalni Otisak embolusa, nema kolaterala | Manje dramatičan Obično preko 40 godina Retko prisutan ali moguć obične neprepoznatljiv Manje oštra Obično prisutne Obično redukovani Nejasan tromb, razvijene kolaterale |

## Terapija
Kada je ustanovljena klinička dijagnoza, treba započeti lečenje nefrakcionisanim heparinom, a često je neophodno i analgetsko lečenje. Nivo hitnosti i zbog terapijske strategije zavisi od kliničke prezentacije, uglavnom od prisustva neurološkog deficita i tromboze odnosno embolije. 
Ireverzibilan proces na udu ili neizlečiv ud, može zahtevati amputaciju pre pogoršanja kliničkog stanja pacijenta, iako se uglavnom pokušava spašavanje uda, ili makar ograničenje nivoa amputacije. Vijabilan ekstremitet zahteva hitnu vizuelizaciju, kao i procenu glavnih komorbiditeta. 
U pojedinim slučajevima jasna kardijalna embolizacija potencijalno normalnih arterija može se lečiti hirurškom embolektomijom bez prethodne angiografija. 
Mogu biti primenjeni različiti modaliteti revaskularizacije. Opcije za brzu revaskularizaciju obuhvataju:
- perkutanu kateter trombolitičku terapiju,
- perkutanu mehaničku trombektomiju ili tromboaspiraciju (sa ili bez trombolitičke terapije),
- hiruršku trombektomiju,
- bajpas, i/ili arterijsku rekonstrukciju.

Terapijska strategija zavisi od:
- vrste okluzije (tromb ili embolus),
- lokalizacije okluzije,
- trajanja ishemije,
- komorbiditeta,
- vrste krvnog suda (arterija ili graft) i
- rizika i ishoda vezanih za terapiju.

Zahvaljujući smanjenju morbiditeta i mortaliteta u poređenju sa hirurgijom, endovaskularna terapija je inicijalni tretman izbora, posebno kod pacijenata sa ozbiljnim komorbiditetima, ako stepen ozbiljnosti dozvoljava vreme za revaskularizaciju i u zavisnosti od dostupnosti lokalanog interventnog tima za hitna stanja. 
Intraarterijska tromboliza
Intraarterijska tromboliza je klasična endovaskularna tehnika uklanjanja tromba. Trenutno se koriste različite tehnike i trombolitička sredstva.6 Intratrombotičko aplikovanje trobmolitičkog sredstva efektivnije je od neselektivne kateter infuzije. Razvijeni su različiti uređaji sa ciljem mehaničkog uklanjanja ugruška i obično se koriste samostalno ili u kombinaciji sa trombolizom, sa osnovnom prednošću smanjenja odlaganja reperfuzije. 
Savremeni koncept kombinacije intraarterijske trombolize i uklanjanje ugruška zasnovan na kateteru, ima šestomesečnu stopu amputacije <10%.
Sistemska tromboliza nema ulogu u lečenju pacijenata sa ALI. Na osnovu rezultata starih randomizovanih studija,  nema jasne superiornosti trombolize naspram hirurgije u odnosu na tridesetodnevni mortalitet ili spašavanje ekstremiteta. Tromboliza daje bolje rezultate kada se aplikuje unutar prvih 14 dana od pojave simptoma. 
Trombektomija
Uređaji za trombektomiju predloženi su za lečenje ALI, ali njihove prednosti nisu dobro dokumentovane. Nakon što se tromb ukloni, postojeću arterijsku leziju treba lečiti endovaskularnim metodama ili otvorenom hirurgijom. 
Na osnovu kliničke prezentacije i dostupnosti urgentnog centra treba izabrati hiruršku revaskularizaciju kada je ishemija ekstremiteta visoko ugrožavajuća i pokušaji endovaskularnih procedura mogu odložiti revaskularizaciju. 
Fasciotomija mišića
Fasciotomija četiri grupe mišića donjih ekstremiteta ponekad se izvodi u cilju prevencije postreperfuzionog kompartment sindroma, posebno nakon hirurške revaskularizacije u slučaju IIb i III klase ishemije. 
Stabilizacija medikamentnom terapijom
U slučajevima vijabilnog ekstremiteta, otvorena ili endovaskularna revaskularizacija može biti nemoguća, posebno u slučaju odsustva distalnih arterija, čak i nakon primarne in situ trombolize; jedina opcija tada je stabilizacija ishemijskog statusa medikamentnom terapijom (antikoagulantnom, prostanoidima).

## Literatura
- Maksimović i sar. Osnove vaskularne hirurgije i angiologije, 348352, Cibid, Beograd, 2004
- Ž Rutherford RB. Vascular surgery. 5th Ed., Philadelphia, WB Saunders, 2000.
- Ž.Maksimović i sar. Hirurgija udžbenik za studente,  Cibid, Beograd, 2008.

## Spoljašnje veze
|  | Molimo Vas, obratite pažnju na važno upozorenje u vezi sa temama iz oblasti medicine (zdravlja). |